# Сан-Лоренцо-ін-Пішибус
Сан-Лоренцо-ін-Пішибус (італ. San Lorenzo in Piscibus) — старовинна римська церква та дияконство.

## Історія

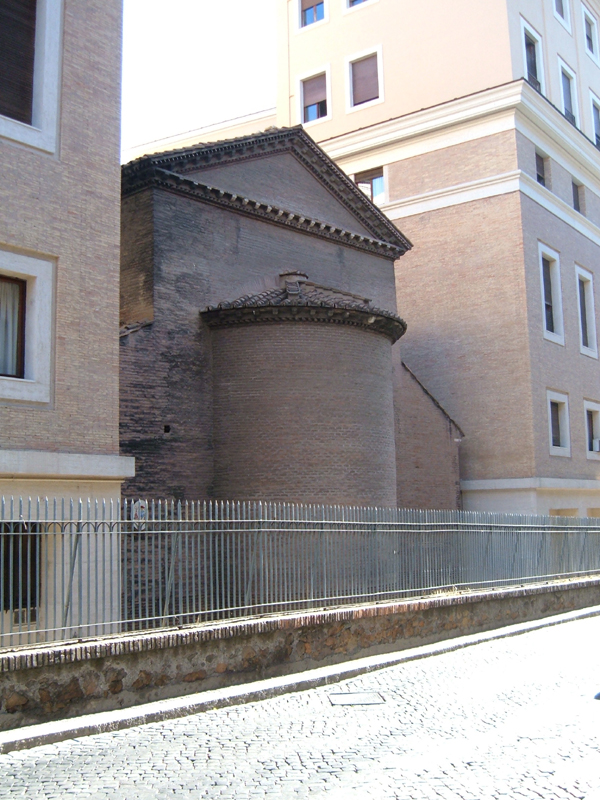
Сан-Лоренцо-ін-Пішибус

Невеличка церква присвячена св. Лаврентію у римському районі (італ. rione) Борґо (італ. Borgo) має давню історію. Можливо вона веде своє походження від парафії св. Гали, що згадується у другій половині VI століття. Достовірні ж відомості про саму церкву Сан-Лоренцо з'являються у кінці XII століття. Другу половину своєї сучасної назви (in Piscibus) вона найімовірніше отримала від сусідства з рибним ринком.

У кінці XVII століття церква була віддана під покровительство родини Сколопі, на чиї гроші вона була реставрована у 1672 р. та у ній була заснована школа. У 1732 р. храм був перебудований архітектором Доменіко Навоне, який добудував атріум та новий фасад, що виходив на площу Рустікуччі (теперішня Пія ХІІ). Цей вбудований між будинками фасад був зруйнований разом із іншими спорудами при будівництві Віа-делла-Кончілліаціоне (вулиці Згоди), але сама церква була врятована. У п'ятидесятих роках XX століття вона була знову реставрована і їй був повернутий зовнішній вигляд у романському стилі, яким він уявлявся.

Біля фасаду знаходиться невеличка дзвіниця XII століття.

## Дияконство
Дияконство Сан-Лоренцо-ін-Пішибус є одним з найновіших і було серед інших 5 створене папою Бенедиктом XVI спеціально для призначених кардиналів на консисторії 24 листопада 2007 р. 

### Кардинали-диякони
- Пауль Йозеф Кордес (2007-)